# Agata, Siberia
Agata este o stație meteorologică în Siberia, Rusia.

## Geografia
Agata este situată la 262 m altitudine în Podișul Siberiei Centrale, în apropierea Cercului Polar de Nord.

## Clima
Agata se află în zona anticiclonului siberian. Acest anticiclon are un diametru de câteva mii de kilometri, aici presiunea crește de la periferie spre centru și masele de aer au o mișcare divergentă, adică raza de acțiune se lărgește pe măsura depărtării de zona centrală, cu cea mai înaltă presiune. Această regiune, unde este o mare presiune, se datorează maselor de aer rece care stau iarna deasupra părții nordice a continentului asiatic.
Anticiclonul siberian este simțit și pe teritoriul țării noastre prin geruri uscate și de durată.

### Record
Cea mai mare presiune atmosferică înregistrată vreodată la o altitudine de sub 750 m a fost de 1.083,8 mb = 812,8 mm și s-a înregistrat la 31 decembrie 1968.